# 森地高文
森地 高文（もりち たかふみ、1958年10月15日 - ）は、日本の実業家。神鋼商事代表取締役社長、神戸商工会議所副会頭、日本鉄鋼連盟理事。

## 人物・経歴
大阪府出身。1981年神戸大学経営学部経営学科卒業、神戸製鋼所入社。鉄鋼総括部担当部長、鉄鋼総括部長、理事経営企画部長を経て、2011年執行役員に昇格。2013年常務執行役員。2015年専務執行役員。2016年神戸商工会議所副会頭。
2017年から神鋼商事代表取締役社長を務め、神戸製鋼データ改竄問題への対応などにあたった。2018年には神戸商工会議所副会頭として、策定検討会議の座長を務め、2030年頃を目途とした「神戸経済ビジョン」の取りまとめを行った。日本鉄鋼連盟理事も務めた。